# Edoardo Bruno
Edoardo Bruno (Roma, 11 settembre 1928 – Roma, 16 settembre 2020) è stato un critico cinematografico italiano.

## Biografia
Dal 1950 alla morte è stato direttore della rivista Filmcritica, fondata a Roma con l'apporto di Umberto Barbaro, Galvano Della Volpe, Roberto Rossellini e Giuseppe Turroni, con la quale ha creato un dibattito sulla cultura cinematografica in Italia. Laureato in giurisprudenza a Roma con Arturo Carlo Jemolo, discutendo la tesi tra Stato e Chiesa, ha frequentato anche la facoltà di Lettere e Filosofia, dove conosce il poeta Giuseppe Ungaretti, il filosofo Galvano Della Volpe, lo studioso di cinema Umberto Barbaro e il regista Roberto Rossellini. Diventato giornalista, spinto dal suo professore di liceo l'antropologo Ernesto de Martino, Bruno iniziò a scrivere, intorno al 1948-1949, su riviste cinematografiche. Agli inizi degli anni Cinquanta, era stato un collaboratore di terza pagina di Avanti!, come ruolo di critica cinematografica teatrale. La conoscenza, al Festival di Cannes, del critico cinematografico André Bazin lo aiutò a diventare un vero e proprio critico cinematografico. Ha collaborato anche con la RAI, agli inizi degli anni Sessanta come insegnante di storia e teatro e dello spettacolo presso le università di Palermo e di Salerno, e successivamente divenne insegnante di storia e critica di film all'università di Roma e di storia del cinema di Firenze.
A partire dagli anni ottanta, con la sua associazione Filmcritica, ha animato iniziative culturali, come il Premio Umberto Barbaro per un libro di cinema e il Premio Campidoglio - Maestri del cinema. Ha lavorato nella Mostra del cinema di Venezia per la quale ha curato varie retrospettive (René Clair, Luis Buñuel, Jean Cocteau). Negli anni novanta iniziò a occuparsi di filosofia. Vinse anche il Premio Vittorio De Sica.

## Pubblicazioni
- Tendenze del cinema contemporaneo (Roma 1965)
- Film altro reale (Roma 1978)[4],
- Il senso in più (Roma 1981)
- Film come esperienza (Roma 1986)[5]
- Dentro la stanza (Roma 1990)
- Pranzo alle otto (Milano 1994)
- Antologia del pensiero critico (Roma 1997)
- Il pensiero che muove (Roma 1998)
- Espressione e ragione in Stroheim (Testo & Immagine 2000)
- Del gusto (Roma 2001)
- L'occhio, probabilmente. Un percorso poetico-politico (Manifestolibri 2016)

## Filmografia
- La sua giornata di gloria (1969)

### Documentari
- Il mio viaggio in Italia, regia di Martin Scorsese (1999)